# Глебович, Ян Янович
Ян Я́нович Глебо́вич (1544—1590), государственный деятель Великого княжества Литовского. Граф Священной Римской империи на Дубровно и Заславле. Державца аникштский (1571—1585), каштелян минский (1571—1585, и. о. до 1587), староста аникштский (1575—1590), староста радошковицкий (1576—1590), подскарбий литовский (1580—1586), державца упитский (1584—1590), каштелян трокский (1585—1590), воевода трокский (1577—1590). По вероисповеданию сначала католик, после перешел в кальвинизм.

## Биография
Сын воеводы виленского Яна Юрьевича Глебовича и Анны Фёдоровны Заславской. Отец умер, когда Яну было 5 лет, опекунство взял великий гетман литовский Николай Радзивилл «Рыжий». Ян Глебович изучал свободные искусства в одном из западноевропейских университетов, затем полтора года находился при дворе императора Священной Римской империи, после — при дворе короля и великого князя Сигизмунда Августа. В 1563 году, в возрасте 19 лет, начал воинскую службу — был направлен в полоцкий гарнизон, участвовал в обороне Полоцка 1563 года от русских, с собственным отрядом предпринимал вылазки, был ранен и попал в плен. В плену молодой человек как родственник Ивана IV, жил у него во дворце в течение 2-х лет, вел с ним беседы на различные темы. Находясь в Москве, один раз пытался бежать, но был помилован Иваном IV. Царь хотел через Глебовича склонить литовских магнатов к поддержке Русского государства. Глебович пообещал царю это и в 1566 году был отпущен на родину.
По освобождении из плена Ян Глебович сообщил Сигизмунду Августу о намерениях Иван IV, король оправдал поступок Глебовича, но староста жмудский Ян Ходкевич неоднократно обвинял Глебовича в государственной измене, последнему пришлось обратиться к королю за подтверждением оправдания.

«Попис войска литовского 1567 года» отражает следующие владения пана Яна Глебовича: 
«Месяца ноябра 26 дня. Пан Ян Глебович, воеводич Виленский, оповедал, иж повинен почту ставити з ыменей своих — з Дубровны коней тридъцать а пеших шестьдесят; з Селца в повете Минском коней пять а драбов три; з ыменья з Лынтупы коней шесть, драби три; з ыменья Юршишского коней чотыре, драби два; з ыменья Кулвенского кони два, драб один. Сумою чинить всих коней сорок семь, а часть быти на Дубровне, яко на замку украинном, а другую часть при роте своей и хотечи поспол з ротою оказать, которого не вказал, и того почту его, яко на шиху, так и на службе господарской не было».
Ссора с Ходкевичем едва не дошла к дуэли, они помирились только при избрании великим князем Стефана Батория в 1576 году, когда оба магната противостояли Радзивиллам.
В 1571 году Ян Глебович назначен на должность каштеляна минского в новом Минском воеводстве. В 1576 году возглавлял делегацию ВКЛ с требованиями к Стефану Баторию. Участвовал в повторном взятии Полоцка в 1579 году, взятии Великих Лук, осаде Пскова. В 1588 году, при избрании королём и великим князем Сигизмунда Вазы Ян Глебович возглавлял делегацию ВКЛ с требованием утверждения третьей редакции Литовского статута, согласно которому ВКЛ было суверенным государством, и Статут был утвержден.
Умер в возрасте 47 лет.

## Семья
Был женат с 1579 на Екатерине (Катаржине Урсуле) Кротовской, дочери воеводы иновроцлавского Яна Эразма Кротоского.
Дети: 
- Ян (1580—1604);
- Николай (1582—1632).

## Филантропическая деятельность
Построил в Минске кальвинистский собор. Был одним из жертвователей кальвинистского собора в Вильне. В 1577 году построил в Заславле кальвинистский собор и основал типографию, работу которой организовывал известный печатник Даниэль Ленчицкий. По приглашению Яна Глебовича в Заславле некоторое время жил и работал философ и теолог Симон Будный.